# Tegninger (film)
|  | Denne artikel er oprettet af botten Steenthbot ud fra en ekstern database. Den kan derfor have sproglige fejl eller mangler. Denne skabelon kan fjernes efter kontrol af indholdet. |

Tegninger er en dansk kortfilm fra 2000 instrueret af Olivier Bugge Coutté efter eget manuskript.

## Handling
En rørende historie om Daniel på 8 år, der oplever et skænderi mellem sine to forældre. Alene hjemme sidder Daniel og tegner. Pludseligt brydes tavsheden af forældrene, der kommer hjem. De skændes højlydt og sanser ham slet ikke. Daniel lukker sig inde i sig selv, - derind hvor lydene forsvinder og skænderiets virkelighed ophører. Han erindrer en idyllisk scene med forældrene fra sin fødselsdag i sommer.

## Medvirkende
- Karen-Lise Mynster, Moderen
- Niels Anders Thorn, Faderen